# Guido de Neve

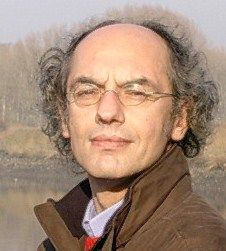
Guido de Neve

Guido de Neve  (* 1963 in Hasselt) ist ein belgischer Violinist, den Vielseitigkeit und Virtuosität sowie seine persönliche Interpretation auf Violinen des Barock, der Romantik und der Moderne auszeichnen. De Neve betreibt zudem archivarische Recherchen nach unbekannten Werken der flämischen Musikgeschichte, die er dem Publikum wieder zugänglich macht. Er ist Dozent für Violine am Königlichen Konservatorium Antwerpen.

## Leben
Guido de Neve war schon als Kind außergewöhnlich begabt. Mit elf Jahren wurde er ins Königliche Konservatorium Brüssel aufgenommen und einige Jahre später dort mit einem ersten Preis ausgezeichnet. Weitere Preise waren der „Andres-Segovia“-Preis in Granada, der „Maria-Canals“-Preis in Barcelona und die „Medaille d´or“ auf dem Festival Junger Solisten in Bordeaux. In Brüssel war er "Tenuto"-Preisträger, und die Jury des "Cera-Preises" bezeichnete ihn als den flämischen Nachwuchsmusiker.
1984 lernte de Neve den ungarischen Violinisten Sándor Végh in Assisi kennen. Diese Bekanntschaft beeinflusste seine weitere Entwicklung maßgeblich, insbesondere in den folgenden Jahren der Selbstunterweisung. Es folgte eine Zeit, in der Guido de Neve seine sehr persönliche Art der Interpretation entwickelte. Dieser neue Stil wurde sowohl in Flandern als auch weit über die Grenzen hinaus wahrgenommen.
1989 gründete Guido de Neve das Eugène-Ysaÿe-Ensemble, das zusammen mit jungen Musikern Kammermusik spielte. Daraus resultierte die Gründung des Spiegel-String-Quartetts, in dem de Neve sechs Jahre die erste Violine spielte.
Nach konzertanter Tätigkeit nahm sich de Neve zwei Jahre Zeit, um sich intensiver mit Musik auseinanderzusetzen. Er erforschte die verschiedenen Arten und Qualitäten des Klangs, begann die Barockvioline und später auch die romantische Violine zu spielen. Diese Ideen und Kenntnisse führten de Neve in eine neue künstlerische Richtung. Heute konzertiert de Neve auf diesen Instrumenten wie auch auf der modernen Violine, zusammen mit dem Pianisten Jan Michiels und dem Cembalisten Frank Agsteribbe, aber auch in Solo-Konzerten.
Guido de Neve ist nicht nur Violinist, er beschäftigt sich auch mit dem Auffinden und Uraufführen unveröffentlichter Manuskripte. Er hat beispielsweise die vergessenen Meisterwerke von Guillaume Lekeu, Eugène Ysaÿe, Joseph Jongen und August de Boeck wiederentdeckt. Auch ist er Quelle der Inspiration für zeitgenössische Komponisten. In den 2000er Jahren wurden Werke für und mit ihm komponiert. Für seinen Erfolg beim Bestreben, belgische Komponisten bekannter zu machen, erhielt er 1993 den „Willem-Pelemans-Preis“. Zudem lehrt er Violine und Kammermusik am Königlichen Konservatorium Antwerpen.
Guido de Neve spielt drei Violinen: eine Barockvioline von Hendrik Willems von 1692, für Konzerte auf der romantischen Violine spielt er eine der wenigen erhaltenen Geigen des Antwerpener Violinenbauers Mathys Hofmans (1650), und seine moderne Violine ist eine böhmische Kopie einer Violine von Ruggieri.